# Parafia św. Marcina w Lignowach Szlacheckich
Parafia św. Marcina w Lignowach Szlacheckich
Na obszarze parafii leżą miejscowości: Kursztyn, Szprudowo, Pomyje. Tereny te znajdują się w gminie Pelplin, w powiecie tczewskim, w województwie pomorskim.